# Leonardo Talamonti
Leonardo Talamonti (ur. 12 listopada 1981 roku w Álvarez w prowincji Santa Fe) – argentyński piłkarz występujący na pozycji środkowego obrońcy.

## Kariera klubowa
Leonardo Talamonti zawodową karierę rozpoczynał w 2000 roku w Rosario Central. W argentyńskiej Primera División zadebiutował podczas sezonu 2000/2001, jednak był to jego jedyny występ w trakcie całych rozgrywek. W kolejnym sezonie Talamonti wziął już udział w siedemnastu ligowych pojedynkach, a 24 lutego 2002 roku strzelił swojego pierwszego gola dla Rosario w przegranym 2:1 meczu z Talleres Perico. W sezonie 2002/2003 argentyński obrońca był już podstawowym zawodnikiem swojej drużyny i wystąpił w 33 spotkaniach Primera División.
W trakcie rozgrywek 2004/2005 Talamonti trafił do S.S. Lazio, w barwach którego 27 października 2004 roku w wygranym 2:0 meczu z Messiną zadebiutował w Serie A. Po roku spędzonym we Włoszech wychowanek Rosario powrócił jednak do kraju i trafił do River Plate. W sezonie 2005/2006 rozegrał dla niego 24 ligowe pojedynki i strzelił dwie bramki. W turnieju Apertura zajął szóste miejsce, natomiast w Clausurze razem z zespołem uplasował się na trzeciej pozycji.
W sierpniu 2006 roku Argentyńczyk podpisał kontrakt z Atalantą BC. W nowym klubie ligowy debiut zaliczył 15 października, a "Nerazzurri" wygrali wówczas wyjazdowe spotkanie z US Palermo 3:2. Przez cały sezon Talamonti wziął udział w 20 ligowych meczach, natomiast w kolejnych rozgrywkach rozegrał tylko dziewięć pojedynków. Sezon 2008/2009 były gracz Lazio rozpoczął już jednak jako podstawowy zawodnik swojego zespołu i stworzył linię obrony razem z Gianpaolo Bellinim, Thomasem Manfredinim i Györgym Garicsem.